# Ваздухопловни завод „Мома Станојловић“
Ваздухопловни завод „Мома Станојловић“ је установа Војске Србије чија је основна делатност ремонт ваздухоплова и ваздухопловне опреме. Смештен је на око 20 километара од Београда, на површини од 66 хектара.
ВЗ „Мома Станојловић“ налази се у саставу Ваздухопловства и противваздухопловне одбране.
Директор Завода је пуковник Деспот Јанковић.

## Традиција
Зачеци и темељи како ваздухопловног завода тако и ваздухопловнотехничке службе сежу до 1. јула 1916. године када је на Крфу формирана Прва Аеропланска радионица. Ослобођењем Београда Аеропланска радионица прелази у Нови Сад, где је формирана велика радионица у оквиру авијацијске базе. Радионица се у саставу српског ваздухопловства 1924. године трансформише у Ваздухопловнотехнички завод. 1949. године Ваздухопловнотехнички завод прераста у Ваздухопловни технички ремонтни завод „Јастреб“ у коме се обавља ремонт ваздухоплова и ваздухопловне опреме. Исте године у Кнежевцу формирана је радионица за ремонт ваздухопловних мотора која 1952. године добија назив Ваздухопловнотехнички ремонтни завод „Мома Станојловић“. Пресељењем на садашњу локацију заводи „Јастреб“ и „Мома Станојловић“ трансформишу се у Ваздухопловнотехнички ремонтни завод „Београд“ који 1976. добија назив који и данас носи - Ваздухопловни завод „Мома Станојловић“.